# Pselliopus inermis
Pselliopus inermis är en insektsart som först beskrevs av Champion 1899.  Pselliopus inermis ingår i släktet Pselliopus och familjen rovskinnbaggar. Inga underarter finns listade i Catalogue of Life.